# 龍海院 (前橋市)
龍海院（りゅうかいいん）は、群馬県前橋市紅雲町にある曹洞宗の寺院。山号は大珠山（だいじゅざん）、寺号は是字寺（ぜじじ）、本尊は釈迦如来。前橋・姫路藩主酒井雅楽頭家の菩提寺として知られる。

## 歴史
1530年（享禄3年）、松平清康（徳川家康の祖父）の開基。ある日、清康は左手に「是」の字を握る夢を見た。この夢の意味を龍渓院住職の模外惟俊に問うたところ、「『是』は『日下人』に分けることができ、これを握るということは天下統一を果たす天下人になるという意味になる。清康様が果たせなくても孫の代までには実現する。」と答えた。これを聞いた清康は大いに喜び、居城の岡崎城下に模外惟俊を開山とする寺を創建した。当時の松平氏の菩提寺として大樹寺が既に存在していたので、家臣の酒井正親に管理を任せ酒井氏の菩提寺となった。
その後の酒井氏の転封に合わせて1601年（慶長6年）に前橋藩に移転した。しかし、1749年（寛延2年）の姫路藩転封に際しては、当地に留まった。それでも姫路藩の藩主となった酒井氏の菩提寺であり続け、明治以前に死去した酒井忠顕まで当寺に葬られている。
現在の伽藍は文政年間（1818年 - 1829年）の整備とみられ、本堂は文政12年（1829年）、御霊屋は文政10年（1827年）、山門は天保11年（1840年）の建築。
墓地には、酒井氏歴代当主の墓の他に、前橋市の初代市長下村善太郎の墓もある。

## 文化財
前橋市指定史跡
- 前橋藩主酒井氏歴代墓地（前橋市指定史跡 昭和39年12月22日指定）[8]
- 下村善太郎の墓（前橋市指定史跡 昭和49年8月26日指定）[8]

## 交通アクセス
- 前橋駅より徒歩15分。

## 周辺
- 群馬県立前橋女子高等学校
- 地域医療機能推進機構群馬中央病院
- 長昌寺
- 前橋市立桃井小学校